# Acajutla
Acajutla is een zeehaven en gemeente in El Salvador aan de Grote Oceaan met 58.000 inwoners. Acajutla is de belangrijkste uitvoerhaven voor koffie (40%), suiker en balsem in El Salvador. De stad is verbonden met de hoofdstad door middel van een belangrijke spoorlijn en autoweg.

## Geschiedenis
De Spaanse veroveraars overwonnen de plaatselijke bevolking na een hevige strijd in 1524. Acajutla werd al vlug een belangrijke haven voor het Spaanse Rijk.
Na de onafhankelijkheid van El Salvador in 1838 groeide de economie van het land snel, niet om het minst door de belangrijke koffiehandel via de haven van Acajutla. 
In 1855 werd de Panamaspoorweg voltooid. Hierdoor werd het makkelijk om goederen te transporteren van Grote Oceaankust in Acajutla naar de Caraïbische kust. In 1882 werd de grote Noord-Zuid spoorlijn in El Salvador in gebruik genomen met Sonsonate als noordelijk en Acajutla als zuidelijk eindpunt.
Tijdens de twaalf jaar durende burgeroorlog (1980-1992) was de olieraffinaderij van Acajutla de enige werkende van het land. Ze was dan ook dikwijls het doelwit voor de anti-regeringsrebellen.